# Nothobranchius kirki
Nothobranchius kirki е вид лъчеперка от семейство Nothobranchiidae.

## Разпространение
Видът е разпространен в Замбия, Малави, Мозамбик и Танзания.